# Pernat
Pernat falu Horvátországban Tengermellék-Hegyvidék megyében. Közigazgatásilag Creshez tartozik.

## Fekvése
Cres szigetének középső részén részén, Cres városától légvonalban 8 km-re délnyugatra, a Cresi-öböl átellenes oldalán, a parttól 800 méterre fekszik.

## Története
A sziget többi részével együtt a 18. század végéig velencei, majd 1822-től osztrák uralom alatt állt. 1867 és 1918 között az Osztrák–Magyar Monarchia része volt. 1857-ben 175, 1910-ben 147 lakosa volt. Az Osztrák-Magyar Monarchia bukását rövid olasz uralom követte, majd a település a Szerb–Horvát–Szlovén Királyság része lett. A második világháború idején olasz csapatok szállták meg. A háborút követően újra Jugoszláviához került. 1991-ben az önálló horvát állam része lett. 2011-ben mindössze 6 lakosa volt.

## Lakosság
| Lakosság változása | Lakosság változása | Lakosság változása | Lakosság változása | Lakosság változása | Lakosság változása | Lakosság változása | Lakosság változása | Lakosság változása | Lakosság változása | Lakosság változása | Lakosság változása | Lakosság változása | Lakosság változása | Lakosság változása | Lakosság változása |
| ------------------ | ------------------ | ------------------ | ------------------ | ------------------ | ------------------ | ------------------ | ------------------ | ------------------ | ------------------ | ------------------ | ------------------ | ------------------ | ------------------ | ------------------ | ------------------ |
| 1857               | 1869               | 1880               | 1890               | 1900               | 1910               | 1921               | 1931               | 1948               | 1953               | 1961               | 1971               | 1981               | 1991               | 2001               | 2011               |
| 175                | 176                | 156                | 143                | 155                | 147                | 144                | 154                | 126                | 113                | 67                 | 50                 | 33                 | 19                 | 11                 | 6                  |

## Nevezetességei
A település közelében épített Szent György-kápolna valószínűleg a Cres-sziget egyik régebbi, román stílusú kápolnája. Tekintettel a félkör alakú apszisnak a hajó tengelyétől való eltérésére lehetséges, hogy az apszis eredetileg egy régebbi épülethez tartozott. A kápolnát a gótikus időszakban újjáépítették. A csúcsíves boltozatot az építéskor az új belső falakkal illesztették a templom hajójába.
A Lourdes-i Szűzanya tiszteletére szentelt temploma.
A település közelében a Cres-sziget nyugati partja mentén, a Pernat-foktól délre fekvő Zaglav nevű sziklaszirten világítótorony áll. Azok közé a tornyok közé tartozik, melyeket Központi Tengerészeti Hatóság építtetett a vasút építése során a tengeri kikötők védelmére. Az 1875-ben üzembe helyezett világítótorony a fiumei kikötő felé vezető tengeri világítórendszer része, amelyet a Magyarországot a tengerrel összekötő vasút építésével kapcsolatban létesítettek.